# Psychotria eurycarpa
Psychotria eurycarpa är en måreväxtart som beskrevs av Paul Carpenter Standley. Psychotria eurycarpa ingår i släktet Psychotria och familjen måreväxter. Inga underarter finns listade i Catalogue of Life.